# Movimento per un Partito Comunista Unito di Grecia
Il Movimento per un Partito Comunista Unito di Grecia (Κίνηση για Ενιαίο ΚΚΕ) fu un movimento di ispirazione hoxhaista e antirevisionista greco.

## Storia
Il MPCUG fu fondato nel 1993 dall'unione di varie personalità e organizzazioni, perlopiù ex esiliati in Unione Sovietica e sostenitori della memoria di Nikos Zachariadīs, con l'Organizzazione dei Comunisti Marxisti-Leninisti di Grecia, pro-albanese. L'obiettivo del Movimento era unificare tutti i comunisti greci e fondare un partito marxista-leninista.
Nel 1996, a soli tre anni dalla sua fondazione, l'organizzazione si unì con i comunisti del giornale Epoca post-sovietica e con altri stalinisti-hoxhaisti indipendenti per formare il Movimento per la Riorganizzazione del Partito Comunista di Grecia 1918-55.
Per tutta la sua esistenza, pubblicò il bisettimanale La Voce della Verità (Φωνή της Αλήθειας).